# Хасура
Хасура (рос. Хасура) — селище Закаменського району, Бурятії Росії. Входить до складу Міського поселення Місто Закаменськ.
Населення — 80 осіб (2015 рік).